# Урочные лета
Уро́чные ле́та на Руси, в исторической литературе — срок давности, до истечения которого владельцы крепостных крестьян имели право обратиться в суд для возвращения им ушедших от них крестьян.

## Происхождение названия
Царский указ от 20 февраля 1597 года впервые использует словосочетание «урочные годы» для обозначения пятилетнего срока сыска крестьян, при этом словосочетание используется лишь однажды «и велел бы государь те урочные пять лет отставить», в других местах тот же указ использует «указные лета». Термин закрепился к 1642 году, когда указ об установлении десятилетней давности сыска уже исключительно пользуется словосочетанием «урочные лета».

## Изменения урочных лет
Срок давности по сыску крестьян менялся со временем:
- 5-летний срок введён в 1597 году после введения заповедных лет (по этому поводу существуют разногласия среди специалистов, см. следующий раздел);
- Лжедмитрий I издал указ, продлевающий урочные лета ещё на полгода, таким образом, общий срок стал равен 5,5 годам
- Уложение о крестьянах 1607 года увеличило срок до 15 лет, но из-за восстания Болотникова этот срок не применялся. Уложение о крестьянах 1607 года издал Василий Шуйский;
- 5-летний срок действовал при царе Михаиле Федоровиче
- 9-летний срок был установлен в 1637 году;
- в 1642 году срок был увеличен до 10 лет для беглых крестьян и 15 лет для крестьян, увезённых новым владельцем.

Соборное уложение 1649 года отменило срок давности и, тем самым, окончательно утвердило крепостное право.

## Взгляды историков
Взгляды историков на существование урочных лет в конце XVI — начале XVII веков различаются.
М.Ф. Владимирский-Буданов впервые использовал термин «урочные лета» для обозначения сыскных ограничений, введённых в 1597 году. Окончательно установил такое использование термина Б.Д. Греков в книге «Крестьяне на Руси». Несмотря на возражения А.А. Новосельского и Г.Н. Анпилогова, концепция существования урочных лет в начале XVII века является устоявшейся.
Однако В.А. Аракчеев считает, что вся теория существования «урочных лет» в начале XVII века ошибочна. По его утверждению, сам термин начал применяться для сыска беглых крестьян только с 1630-х годов, а указ 1597 года лишь установил отсчёт времени для подачи иска в суд с ноября 1592 года. По его мнению, в начале XVII века крепостная система в России ещё не устоялась; периоды запрещения выхода крестьян перемежались годами, в которые разрешались переходы крестьян.